# Бургкирхен (Верхняя Австрия)
Бургкирхен (нем. Burgkirchen) — коммуна (нем. Gemeinde) в Австрии, в федеральной земле Верхняя Австрия.
Входит в состав округа Браунау-на-Инне.  Население составляет 2579 человек (на 31 декабря 2005 года). Занимает площадь 46 км². Официальный код  —  40405.

## Политическая ситуация
Бургомистр коммуны — Георг Хофстеттер (АНП) по результатам выборов 2003 года.
Совет представителей коммуны (нем. Gemeinderat) состоит из 25 мест.
- АНП занимает 15 мест.
- СДПА занимает 8 мест.
- АПС занимает 2 места.